# Suspension de la Cloche Sigismond
Le tableau Suspension de la Cloche Sigismond (en polonais : Zawieszenie dzwonu Zygmunta na wieży katedry w roku 1521 w Krakowie : Suspension de la cloche Sigismond à la tour de la cathédrale, en 1521 à Cracovie) a été peint par Jan Matejko en 1874. Il décrit l'installation de la Cloche Sigismond dans la Cathédrale de Wawel à Cracovie, en 1521.
Ce tableau est l'un des nombreux tableaux historiques de Matejko. Il montre une foule de gens, avec un certain nombre de figures identifiables d'une importance historique ; il évoque l'âge d'or de la Pologne à la Renaissance et la puissance du Royaume de Pologne.

## La Cloche Sigismond
La Cloche Sigismond (Dzwon Zygmunta) est la plus grande des cloches suspendues dans la cathédrale de Wawel, siège de l'archidiocèse de Cracovie. Elle a été commandée par le roi Sigismond Ier de Pologne à Hans Beham, de Nuremberg. Installée dans la Tour de Sigismond, elle a résonné pour la première fois le 13 juillet 1521. En bronze, elle est ornée des images de saint Stanislas et saint Sigismond, avec l'aigle des armes de la Pologne et le chevalier des armes de la Lituanie.
Elle est considérée comme l'un des symboles nationaux de la Pologne.

## Histoire du tableau
La Suspension de la Cloche de Sigismond est peinte en 1874 ; pendant son travail, Matejko a passé commande à des artisans d'une réplique de l'échafaudage qui avait été utilisée pour déplacer la cloche, et il a localisé son emplacement d'origine, afin de le représenter de façon réaliste. D'autres anecdotes sont associées à cette peinture ; en particulier, Matejko a utilisé sa famille pour les modèles, et la peinture contient presque tous les membres de sa famille.
Le tableau a été bien accueilli par les contemporains ; Stanislaw Tarnowski publie une critique louangeuse en 1875, dans Prime Polski. Il est exposé à Paris en 1875, et contribue probablement à la reconnaissance de Matejko par l'Académie française ; trois ans plus tard, il est montré lors de l'Exposition universelle de 1878 sous le titre Le Baptême de la Cloche Sigismond à Cracovie et reçoit, avec deux autres tableaux, Unia lubelska (L'Union de Lublin) et Wacław Wilczek, une médaille d'or,.
Le tableau est conservé au Musée National de Varsovie.
Il est désigné par différents titres : La consécration de la cloche Sigismond (Poświęcenie dzwonu Zygmunta), proposé par Mieczysław Treter ; La levée de la cloche Sigismond ; La cloche du roi Sigismond ; ou simplement La Cloche Sigismond (Dzwon Zygmunta).

## Composition et signification
Matejko était profondément intéressé par la Renaissance en Pologne, et le tableau est l'un de ceux qu'il a consacrés à cette période . La composition est très colorée, mais réaliste. Le peintre évoque l'âge d'or de la Renaissance polonaise, et la puissance du royaume de Pologne à cette époque, en peignant à la fois les élites et le peuple ; le côté gauche du tableau est axé sur la richesse et la gloire de l'époque, tandis qu'à droite est peint le travail acharné des gens ordinaires qui ont rendu cette grandeur possible .
Bien que le tableau soit généralement désigné comme Suspension de La cloche Sigismond, il ne montre pas en fait cet accrochage, mais le moment où la cloche est retirée du moule dans lequel elle a été fondue.
La peinture montre une foule, avec un certain nombre de figures identifiables d'une importance historique. Sur la gauche, il y a la cour royale, où l'on reconnaît le roi Sigismond Ier de Pologne et la reine Bona Sforza, ainsi que le bouffon de cour, Stańczyk. Sigismond, commanditaire de la cloche, et son fils Sigismond II de Pologne ont inspiré d'autres œuvres de Matejko comme La Fondation de l'Académie Académie à Poznań en 1886. Parmi les autres membres de la cour, figurent le banquier Jan Gaffe, le marchand et haut fonctionnaire Seweryn Bethman, le voïvode Stanisław Kmita , ainsi que l'évêque Jan Chojeński qui procède à la consécration de la cloche avec le chanoine Grzegorz Lubrański à ses côtés 
Le maître fondeur Hans Beham est représenté au-dessus de la cloche. Entre lui et la cour il y a deux hommes habillés de noir : il s'agit l'architecte du château du Wawel (que l'on aperçoit dans le fond), Bartolommeo Berrecci, et du musicien, Valentin Bakfark ; selon la légende, il aurait jeté une corde de son instrument dans le bronze de la fonte (en fait, Bakfark est arrivé en Pologne deux décennies après que la cloche a été coulée) . 